# 新锡尔瓦什
新锡尔瓦什（匈牙利語：Újszilvás）是匈牙利佩斯州所辖的一个村。总面积38.98平方公里，总人口2703，人口密度69.3人/平方公里（2011年1月1日）。